# Situation (Don Toliver)
Situation è un singolo del rapper statunitense Don Toliver pubblicato il 31 maggio 2018.

## Tracce
1. Situation – 2:19